# Bliecos
Bliecos – gmina w Hiszpanii, w prowincji Soria, w Kastylii i León, o powierzchni 16,48 km². W 2011 roku gmina liczyła 42 mieszkańców.